# Вила „Анкица”
Вила „Анкица” у Бањи Ковиљачи 2013. одлуком Владе Србије добија статус споменика културе. Ова вила представља значајно остварење у градитељском наслеђу Бање Ковиљаче, као и Србије, што интересантним одабиром места на уздигнутом платоу у централној бањској зони, тако и архитектонским својствима, а и културно-историјским значајем.
Вилу је подигао др Бато Петровић, са намером да унапреди санаторијум за лечење бањских гостију, али и смештај. На брежуљку где је данас централна бањска зона, директно преко пута Виле Цер, високо у брду, на раскрсници која води на једну страну према спортским теренима, а на другу према дугачком низу вила, налази се вила „Анкица”.

## Архитектура
Како је у периоду између два светска рата у Србији долазило до сукоба два опречна принципа архитектуре, а то су академизам, који се користио традиционалним техникама градње, а добио је на замаху доласком белогардејских руских архитеката који су овде спроводили своја дела, као и жељом да се настави сјајан низ српских грађевина до 1914. година; и модернизам, који је долазио са новим тенденцијама упрошћавања линија. Цилиндричност наглашава вертикалност уже траке фасаде са хоризонталним профилисањем малтера над улазом на фасади која је окренута ка улици и која доминира. Украси су сведени, скоро неприметни. Модерни израз налази своју примену у поједностављеним отворима на фасади, али и занимљивом начину да се обједини приватна сфера (стан лекара), пословна сфера (ординација и собе за болеснике), као и сервисна сфера (помоћне просторије у згради).
Након Другог светског рата дошло је до национализације, која је вилу „Анкица” претворила у стамбену зграду са више станова, стога је данас њена првобитна вредност непрепознатљива, будући да је и у изузетно лошем стању и изгледа као било која дерутна совјетска стамбена зграда из Стаљиновог доба. Фасада је скоро свуда отпала, а дошло је и до недозвољене промене материјала, где је дрвена столарија замењена алуминијумском, без сагласности службе заштите.